# Liste der Naturdenkmale in Sanitz
Die Liste der Naturdenkmale in Sanitz nennt die Naturdenkmale in der Gemeinde Sanitz im Landkreis Rostock in Mecklenburg-Vorpommern.

## Naturdenkmale
| Bild | Nr.     | Bezeichnung                              | Standort                                                               | Beschreibung | Schutzzweck | Verordnung    |
| ---- | ------- | ---------------------------------------- | ---------------------------------------------------------------------- | ------------ | ----------- | ------------- |
| BW   | 068ND01 | Köhlerbuchen                             | Groß Freienholz (54° 5′ 29,8″ N, 12° 22′ 9,5″ O)                       |              |             | 23. Okt. 1986 |
| BW   | 068ND03 | Eiche mit großer kugelförmiger Wucherung | Groß Freienholz (54° 5′ 28″ N, 12° 22′ 0,1″ O)                         |              |             | 13. Jan. 1958 |
| BW   | 068ND04 | Findling                                 | Sanitz Sanitzer Grenze zu Sagerheide (54° 5′ 26,4″ N, 12° 20′ 46,3″ O) |              |             | 21. Nov. 1940 |
| BW   | 068ND06 | Linde                                    | Reppelin Sanitzer Str. 22 (54° 5′ 36,3″ N, 12° 26′ 18,9″ O)            |              |             | 11. Nov. 1939 |
| BW   | 068ND07 | Silberweide                              | Reppelin beim Friedhof (54° 5′ 24,8″ N, 12° 26′ 19,5″ O)               |              |             | 11. Nov. 1939 |
| BW   | 068ND08 | Linde                                    | Billenhagen Revier Groß Freienholz (54° 6′ 19,1″ N, 12° 22′ 15,6″ O)   |              |             | 21. Nov. 1940 |
| BW   | 068ND11 | Buche                                    | Horst Am Teufelsmoor (54° 2′ 39,3″ N, 12° 24′ 30,4″ O)                 |              |             | 4. Juli 1957  |

## Flächennaturdenkmale
| Bild            | Nr.        | Bezeichnung                  | Standort                          | Beschreibung                                                                                          | Schutzzweck | Verordnung |
| --------------- | ---------- | ---------------------------- | --------------------------------- | --- | ----------- | ---------- |
| BW              | fnd dbr 45 | Torfstiche bei Neu Wendorf   | (54° 7′ 8,3″ N, 12° 25′ 21,4″ O)  | Fläche 19,18 ha.                                                                                      |             | 1990       |
| Fotos hochladen | fnd dbr 60 | Bachlauf Reppeliner Bach     | (54° 4′ 52,2″ N, 12° 26′ 41,1″ O) | Fläche 29,10 ha. Teilabschnitt des Naturschutzgebiets Reppeliner Bachtal von Stormsdorf bis Reppelin. |             | 1986       |
| BW              | fnd dbr 62 | Kleiner Teufelssee bei Horst | (54° 2′ 57,3″ N, 12° 24′ 56,6″ O) | Fläche 7,70 ha.                                                                                       |             | 1986       |